# 阏舆古城及墓地
阏舆古城及墓地，位于山西省长治市沁县册村乡乌苏村西南方，是中华人民共和国山西省文物保护单位之一。
1986年8月18日，授予山西省文物保护单位，是一座古遗址。